# 饰岩横蒴苣苔
饰岩横蒴苣苔（学名：Beccarinda argentea）为苦苣苔科横蒴苣苔属下的一个种。